# Еремино (Шенкурский район)
Еремино — деревня в Шенкурском районе Архангельской области. Входит в состав муниципального образования «Ровдинское».

## География
Деревня расположена в южной части Архангельской области, в таёжной зоне, в пределах северной части Русской равнины, в 57 километрах на юго-запад от города Шенкурска, на правом берегу реки Пуя, притока Ваги. Ближайшие населённые пункты: на северо-востоке деревня Кревцовская, на юге село Ровдино, являющееся административным центром муниципального образования.
Часовой пояс
Еремино, как и вся Архангельская область, находится в часовой зоне МСК (московское время). Смещение применяемого времени относительно UTC составляет +3:00.

## Население
| 2002 | 2010 | 2012 |
| ---- | ---- | ---- |
| 8    | ↘5   | →5   |

## История
Указана в «Списке населённых мест по сведениям 1859 года» в составе Шенкурского уезда(1-го стана) Архангельской губернии под номером «2083» как «Ероминское (Заборье)». Насчитывала 3 двора, 6 жителей мужского пола и 11 женского.
В «Списке населенных мест Архангельской губернии к 1905 году» деревня Ереминская насчитывает 11 дворов, 39 мужчин и 43 женщины.  В административном отношении деревня входила в состав Ровдинского сельского общества Ровдинской волости.
На 1 мая 1922 года в поселении 19 дворов, 30 мужчин и 46 женщин..